# Oratori dels Dolors
L'Oratori dels Dolors és una obra de Cadaqués (Alt Empordà) inclosa a l'Inventari del Patrimoni Arquitectònic de Catalunya.

## Descripció
Està situat a l'oest del nucli urbà de la població, al marge esquerre de la riera de Sant Vicenç. S'hi arriba per la carretera GI-614. Un cop passat el quilòmetre 15, a uns 10 metres al marge esquerre de la via, s'agafa un vell camí delimitat per unes altes parets de pedra seca, que baixa fins l'oratori. També s'hi pot accedir per l'antic camí de l'Aigua, el qual s'agafa des del desviament del mas de la Perafita, del terme de Roses.
Es tracta d'un petit oratori de planta semicircular, amb coberta a dues vessants, bastit amb pedra de diverses mides lligada amb morter de calç. Es troba fonamentat en un terreny en pendent força abrupte. A la part superior hi ha la fornícula, coberta per un arc de mig punt, que havia contingut la imatge. Resten impromptes de la reixa de ferro que protegia l'ídol a la repisa de la fornícula, bastida amb una llosa de pissarra. Tant exteriorment com interior, el parament conserva restes del revestiment arrebossat.

## Història
Aquests tipus d'oratoris es trobaven situats als camins que unien les diferents poblacions i llocs de culte, per tal que els caminants i pelegrins fessin parada en el viatge i resessin.
Per paral·lels amb altres oratoris documentats a la zona del cap de Creus i rodalia, la seva construcció ha estat datada entre els segles XVII i XVIII.